# Life's Too Short (bài hát của Aespa)
"Life's Too Short" là một bài hát của nhóm nhạc nữ Hàn Quốc Aespa, được phát hành vào ngày 24 tháng 6 năm 2022, thông qua SM Entertainment và Warner Records, là đĩa đơn phát hành trước thứ hai từ đĩa mở rộng thứ hai của nhóm Girls. Đây là bài hát đầu tiên của nhóm được thu âm hoàn toàn bằng tiếng Anh. Được viết bởi Uzoechi Emenike, Becky Hill, Sam Klempner, và được sản xuất bởi Klempner. "Life's Too Short" là một bài hát nhạc pop có nhịp độ trung bình, sunshine pop và bubblegum, được chơi bởi một đoạn riff guitar điện. Đó là việc sống thật với chính mình và làm những gì khiến bạn hạnh phúc, bất kể người khác phải nói gì.

## Bối cảnh và phát hành
Vào ngày 19 tháng 4 năm 2022, Aespa đã thông báo rằng họ sẽ biểu diễn tại Liên hoan Âm nhạc và Nghệ thuật Thung lũng Coachella vào ngày 23 tháng 4, như một phần của buổi giới thiệu 88rising's Head in the Clouds Forever. Danh sách tiết mục của họ bao gồm "Savage", "Next Level", "Black Mamba" và phiên bản tiếng Anh của bài hát mới có tựa đề "Life's Too Short", được công bố là một phần trong bản phát hành sắp tới của họ. Vào ngày 1 tháng 6 năm 2022, một đoạn teaser đánh dấu việc phát hành đĩa mở rộng thứ hai của Aespa, Girls, đã được đăng trên các tài khoản mạng xã hội khác nhau của nhóm. Nó cũng được tiết lộ rằng nhóm sẽ phát hành phiên bản tiếng Anh cho "Life's Too Short" như là đĩa đơn phát hành trước thứ hai từ EP vào ngày 24 tháng 6. Bài hát được phát hành để tải kỹ thuật số và phát trực tuyến vào ngày 24 tháng 6 năm 2022, bởi SM Entertainment và Warner Records.

## Thành phần
"Life's Too Short" được viết bởi Uzoechi Emenike, Becky Hill, Sam Klempner, và được sản xuất bởi Klempner. Về mặt âm nhạc, bài hát được mô tả là một bài hát nhạc pop có nhịp độ trung bình, sunshine pop và bubblegum pop với "đoạn riff guitar điện bắt tai" và "giọng hát tươi sáng, mát mẻ và đầy hy vọng". Ca từ của bài hát thể hiện "khát vọng tích cực để tận hưởng cuộc sống một lần trong đời như mong muốn mà không phải hối tiếc". "Life's Too Short" được sáng tác ở phím Đô thứ, với nhịp độ 72 nhịp mỗi phút. Aespa nói rằng bài hát là một "lời nhắc nhở cho tất cả MY của chúng ta hãy sống thật với chính mình và lan tỏa tình yêu thương vì cuộc sống quá ngắn cho sự căm ghét".

## Đánh giá chuyên môn
Jason Lipshutz từ Billboard đã viết rằng bài hát "ma mãnh trở lại một số đĩa đơn cổ điển lạnh lùng của các nhóm nhạc nữ như Spice Girls và Destiny's Child". Tomas Mier từ Rolling Stone coi bài hát là "một bản nhạc nhẹ nhàng, đan xen với một đoạn điệp khúc hấp dẫn và giai điệu có thể nhảy". Riddhi Chakraborty từ Rolling Stone India mô tả bài hát là "một bài ca về việc sống thật với bản thân và làm những gì khiến bạn hạnh phúc – bất kể kẻ thù có nói gì".

## Video âm nhạc

Một cảnh trong video âm nhạc, Aespa được nhìn thấy đang có một đánh gối với nhau khi đang ngủ quên.

Một video âm nhạc đi kèm cho bài hát đã được phát hành vào nửa đêm ngày 24 tháng 6 năm 2022, cùng với "Life's Too Short". Video được lấy cảm hứng từ thời trang, phim ảnh và văn hóa đại chúng từ đầu thập niên 2000 với nhũng tông màu "mơ hồ" là hồng, tím và xanh dương. Hình ảnh theo chủ đề của những năm 2000 cho thấy nhóm tận hưởng cuộc sống của họ, tránh dùng mạng xã hội để ngủ quên, đi hát karaoke và tham gia các buổi chụp ảnh. Nó có liên quan đến các bộ phim như Cô gái lắm chiêu hay Rơi vào bẫy tình.

## Quảng bá
Nhóm ra mắt "Life's Too Short" tại Liên hoan Âm nhạc và Nghệ thuật Thung lũng Coachella vào ngày 23 tháng 4 năm 2022. Vào ngày 26 và ngày 27 tháng 6, Aespa đã biểu diễn bài hát này trong một buổi hòa nhạc duy nhất mang tên "Aespa Showcase Synk in LA". Nhóm đã biểu diễn bài hát trên Jimmy Kimmel Live! vào ngày 29 tháng 6 năm 2022. Họ khởi động chuỗi buổi hòa nhạc mùa hè cho Good Morning America vào ngày 8 tháng 7 năm 2022 với các màn trình diễn từ "Life's Too Short", "Black Mamba", "Girls", "Illusion" và "Next Level".

## Danh sách bài hát
- Tải kỹ thuật số / phát trực tuyến[16]

1. "Life's Too Short (bản tiếng Anh)" – 2:58
2. "Life's Too Short" (Instrumental) – 2:58

## Tín dụng và nhân sự
Bản quyền được chuyển thế từ Melon.
Phòng thu
- SM BoomingSystem – ghi âm, chỉnh sửa kỹ thuật số, trộn âm thanh

Nhân viên
- Aespa – hát
- Uzoechi Emenike – sáng tác lời, sắp xếp thành phần
- Becky Hill – sáng tác lời, sắp xếp thành phần
- Sam Klempner – sáng tác lời, sắp xếp thành phần

## Bảng xếp hạng
| Bảng xếp hạng (2022)              | Thứ hạng |
| --------------------------------- | -------- |
| Global 200 (Billboard)            | 184      |
| Indonesia (Billboard)             | 18       |
| Nhât Bản (Japan Hot 100)          | 94       |
| Singapore Top Regional (RIAS)     | 16       |
| Hàn Quốc (Circle) English version | 47       |
| Hàn Quốc (Circle)                 | 190      |
| Việt Nam (Vietnam Hot 100)        | 27       |

| Bảng xếp hạng (2022)              | Thứ hạng |
| --------------------------------- | -------- |
| Hàn Quốc (Circle) English version | 66       |

## Lịch sử phát hành
| Quốc gia/Khu vực | Ngày                | Phiên bản | Định dạng                              | Hãng đĩa  |
| ---------------- | ------------------- | --------- | -------------------------------------- | --------- |
| Toàn quốc        | 24 tháng 6 năm 2022 | Tiếng Anh | Tải kỹ thuật số truyền phát trực tuyến | SM Warner |
| Toàn quốc        | 8 tháng 7 năm 2022  | Tiếng Hàn | Tải kỹ thuật số truyền phát trực tuyến | SM        |